# Boštjan Kavčič
Boštjan Kavčič, slovenski kipar, * 1973, Šempeter pri Gorici.
Kavčič je leta 2003 v razredu prof. Luja Vodopivca diplomiral iz kiparstva na Akademiji za likovno umetnost v Ljubljani. Leta 2001 prejel univerzitetno Prešernovo nagrado. Bil je štipendist Ministrstva za kulturo za podiplomski študij videa na ALUO v Ljubljani. Leta 2007 je magistriral z delom Digitalna video skulptura znotraj trgovskih središč na podiplomskem študiju videa in novih medijev na Akademiji za likovno umetnost v Ljubljani (mentor prof. Srečo Dragan).
Predstavil se je na več samostojnih in skupinskih razstavah, udeležil se je več mednarodnih simpozijev in postavil več javnih del.
Njegova dela so uvrščena v kiparsko zbirko galerije Generali, kiparsko zbirko Umetnostne galerije Maribor, likovno zbirko Dolenjskega muzeja Novo mesto, likovno zbirko galerije Božidar Jakac Kostanjevica na Krki, likovno zbirko Mestne galerije Nova Gorica, likovno zbirko Galerije Sv. Duha Črnomelj, likovno zbirko KD Franc Bernik Domžale, likovno zbirko Galerija – Muzej Lendava, likovno zbirko Tolminskega muzeja ter digitalnega arhiva DIVA.